# Rocky De La Fuente
Rocky De La Fuente, właśc. Roque De La Fuente Jr. (ur. 10 października 1954 w San Diego w Kalifornii) – amerykański przedsiębiorca meksykańskiego pochodzenia, założyciel firmy American International Enterprises Inc, wielokrotny kandydat w wyborach prezydenckich i do Senatu.

## Życiorys
Roque De La Fuente Jr. urodził się 10 października 1954 w szpitalu Mercy Hospital w San Diego w Kalifornii. Jego ojciec Rocque De La Fuente Sr. był przedsiębiorcą związanym z pośrednictwem handlu samochodami.
Uczęszczał do Akademii Wojskowej Saint Catherine's Military Academy, zdobył tytuł Bachelor’s degree z fizyki i matematyki z wyróżnieniem cum laude na Instituto Patria. Następnie studiował Administrację Biznesową na Anáhuac University i University of San Diego.
W 1974 rozpoczął działalność związaną z pośrednictwem handlu samochodami i handlem ziemi. Na początku handlował samochodami marki Mazda i Toyota w El Cajon w Kalifornii. W latach 1976–1990 założył firmę American Automotive Management & Services, Inc. (później przemianowaną na American International Enterprises Inc.) i pozyskał prawa do handlu samochodami marek: Alfa Romeo, American Motors, Audi, Cadillac, Chrysler, Daihatsu, Dodge, GMC Truck, Honda Isuzu, Jeep, Lincoln, Mazda, Mercury, Merkur, Oldsmobile, Peugeot, Plymouth, Pontiac, Porsche, Renault, Subaru oraz Volkswagen.  W 1979 wraz ze swoim ojcem Rocque'iem De La Fuente Sr. kupili 133 akry w pobliżu Otay Mesa w celu stworzenia parku przemysłowego. W 1990 jego ojciec przeżył udar mózgu, w związku z czym postanowił przekazać Rocky’emu De La Fuente kontrolę nad swoimi przedsiębiorstwami.
29 stycznia 2016 otrzymał tytuł doktora honoris causa od UNESCO, Institute of Advanced Studies Foundation Le Franc i CONALMEX za wybitne osiągnięcia w roli ambasadora biznesu międzynarodowego o fenomenalnej historii.

## Udział w wyborach
Rocky De La Fuente jest znany z tego, że często kandyduje w wyborach prezydenckich i do Senatu z ramienia różnych partii politycznych. Był związany między innymi z Partią Demokratyczną, Partią Republikańską, Partą Reform i American Delta Party. W 2017 kandydował na burmistrza Nowego Jorku, ale zrezygnował przed wyborami. Nigdy nie wygrał wyborów i nigdy nie pełnił urzędu publicznego.
| Rok  | Wybory                                                                                               | Partia | Partia               | Główny przeciwnik | Główny przeciwnik               | Wynik            | Wynik | Wynik   |
| Rok  | Wybory                                                                                               | Partia | Partia               | Główny przeciwnik | Główny przeciwnik               | Głosy powszechne | %     | Wygrana |
| ---- | --- | ------ | -------------------- | ----------------- | ------------------------------- | ---------------- | ----- | ------- |
| 2016 | Prawybory prezydenckie Partii Demokratycznej w 2016 roku                                             |        | Partia Demokratyczna |                   | Hillary Clinton (Demokratka)    | 67 366           | 0,22  | N       |
| 2016 | Prawybory Partii Demokratycznej przed wyborami do Senatu Stanów Zjednoczonych w stanie Floryda       |        | Partia Demokratyczna |                   | Patrick Murphy (Demokrata)      | 60 810           | 5,38  | N       |
| 2016 | Wybory prezydenckie w Stanach Zjednoczonych w 2020 roku                                              |        | American Delta Party |                   | Donald Trump (Republikanin)     | 33 136           | 0,02  | N       |
| 2018 | Wybory do Senatu Stanów Zjednoczonych w stanie Kalifornia (I tura)                                   |        | Partia Republikańska |                   | Dianne Feinstein (Demokratka)   | 135 279          | 2,03  | N       |
| 2018 | Wybory do Senatu Stanów Zjednoczonych w stanie Waszyngton (I tura)                                   |        | Partia Republikańska |                   | Maria Cantwell (Demokratka)     | 5 724            | 0,34  | N       |
| 2018 | Prawybory Partii Republikańskiej przed wyborami do Senatu Stanów Zjednoczonych w stanie Hawaje       |        | Partia Republikańska |                   | Ronald C. Curtis (Republikanin) | 3 065            | 11,42 | N       |
| 2018 | Prawybory Partii Republikańskiej przed wyborami do Senatu Stanów Zjednoczonych w stanie Vermont      |        | Partia Republikańska |                   | H. Brooke Paige (Republikanin)  | 1 057            | 4,04  | N       |
| 2018 | Prawybory Partii Demokratycznej przed wyborami do Senatu Stanów Zjednoczonych w stanie Vermont       |        | Partia Republikańska |                   | Bernie Sanders (Bezpartyjny)    | 1                | 0,00  | N       |
| 2018 | Prawybory Partii Postępowej przed wyborami do Senatu Stanów Zjednoczonych w stanie Vermont           |        | Partia Republikańska |                   | Bernie Sanders (Bezpartyjny)    | 4                | 0,79  | N       |
| 2018 | Prawybory Partii Republikańskiej przed wyborami do Senatu Stanów Zjednoczonych w stanie Minnesota    |        | Partia Republikańska |                   | Jim Newberger (Republikanin)    | 17 051           | 5,88  | N       |
| 2018 | Prawybory Partii Republikańskiej przed wyborami do Senatu Stanów Zjednoczonych w stanie Wyoming      |        | Partia Republikańska |                   | John Barrasso (Bezpartyjny)     | 1 280            | 1,12  | N       |
| 2018 | Prawybory Partii Republikańskiej przed wyborami do Senatu Stanów Zjednoczonych w stanie Floryda      |        | Partia Republikańska |                   | Rick Scott (Republikanin)       | 187 209          | 11,39 | N       |
| 2018 | Prawybory Partii Republikańskiej przed wyborami do Senatu Stanów Zjednoczonych w stanie Delaware     |        | Partia Republikańska |                   | Robert B. Arlett (Republikanin) | 1 998            | 5,28  | N       |
| 2018 | Prawybory Partii Republikańskiej przed wyborami do Senatu Stanów Zjednoczonych w stanie Rhode Island |        | Partia Republikańska |                   | Robert Flanders (Republikanin)  | 3 722            | 12,30 | N       |
| 2020 | Prawybory prezydenckie Partii Republikańskiej w 2020 roku                                            |        | Partia Republikańska |                   | Donald Trump (Republikanin)     | 216 682          | 0,56  | N       |

## Życie prywatne
Ożenił się z kobietą o imieniu Katayoun. Ma pięcioro dzieci: Roque'a III, Katayoun, Ricardo, Kassandrę i Kamilę.
Jego syn Roque De La Fuente III brał udział w prawyborach prezydenckich Partii Demokratycznej. Był zarejestrowany jako kandydat w kilku stanach. W tym samym czasie Rocky De La Fuente brał udział w prawyborach prezydenckich Partii Republikańskiej.